# استرتفرد (آیووا)
استرتفرد (به انگلیسی: Stratford) شهری در ایالت آیووا کشور ایالات متحده آمریکا است که جمعیت آن در سرشماری سال ۲۰۱۰ میلادی، ۷۴۳ نفر بوده‌است.